# Кобицька Віра Андріївна
Віра Андріївна Кобицька (1927 — 07.04.1981) — доярка колгоспу «Могучий» Мелітопольського району Запорізької області Української РСР. Герой Соціалістичної Праці (08.04.1971).

## Біографія
Народилася в 1927 році в селі Широкий Лан Мелітопольського округу Української РСР (нині Мелітопольського району Запорізької області). Українка. Освіта середня.
Після звільнення території від фашистів у роки Другої світової війни Віра працювала дояркою в колгоспі «Могучий» Мелітопольського району Запорізької області Української РСР. Постійно домагалася високих надоїв молока. У 1966 році нагороджена орденом «Знак Пошани». За високі надої молока і успіхи в соціалістичному змаганні на честь сторіччя з дня народження В.І. Леніна нагороджена ювілейною медаллю «В ознаменування 100-річчя з дня народження Володимира Ілліча Леніна» (1970).
Указом Президії Верховної Ради СРСР від 8 квітня 1971 року за видатні успіхи, досягнуті в розвитку сільськогосподарського виробництва і виконання п'ятирічного плану продажу державі продуктів землеробства і тваринництва, Кобицькій Вірі Андріївні присвоєно звання Героя Соціалістичної Праці з врученням ордена Леніна і золотої медалі «Серп і Молот».
І в наступні роки досягала високих результатів по перевиконанню плану надоїв молока. За самовіддану працю і успіхи по продажу державі продуктів тваринництва в 1976 році нагороджена другим орденом Леніна.
Жила в Мелітопольському районі Запорізької області (Україна). Померла 7 квітня 1981 року.

## Нагороди
- Золота медаль «Серп і Молот» (08.04.1971);
- орден Леніна (08.04.1971)
- орден Леніна (24.12.1976)
- орден «Знак Пошани» (22.03.1966)
- Медаль «В ознаменування 100-річчя з дня народження Володимира Ілліча Леніна» (1970)
- Медаль «За трудову доблесть»
- Медалями ВДНГ СРСР
- та іншими
- Відмічена дипломами та почесними грамотами.